# Vraclávek
Vraclávek (německy Klein Bressel) je vesnice, která je částí obce Hošťálkovy v okrese Bruntál. Nachází se asi 2 km na severozápad od Hošťálkov.
Vraclávek je také název katastrálního území Vraclávek o výměře 8,17 km2.

## Historie
První písemná zmínka o obci pochází z roku 1578.

## Vývoj počtu obyvatel
Počet obyvatel Vraclávku podle sčítání nebo jiných úředních záznamů:
| Rok            | 1869 | 1880 | 1890 | 1900 | 1910 | 1921 | 1930 | 1939 | 1950 | 1961 | 1970 | 1980 | 1991 | 2001 |
| -------------- | ---- | ---- | ---- | ---- | ---- | ---- | ---- | ---- | ---- | ---- | ---- | ---- | ---- | ---- |
| Počet obyvatel | 616  | 520  | 491  | 458  | 483  | 480  | 480  | 489  | 228  | 302  | 221  | 177  | 135  | 130  |

Ve Vraclávku je evidováno 104 adres: 69 čísel popisných (trvalé objekty) a 35 čísel evidenčních (dočasné či rekreační objekty). Při sčítání lidu roku 2001 zde bylo napočítáno 61 domů, z toho 41 trvale obydlených.

## Kultura
Ve Vraclávku se nachází Muzeum praček.

## Pamětihodnosti
- Venkovská usedlost čp. 7 stojí při silnici
- Rychta čp. 13
- Hrad Burkvíz

## Slavní rodáci
- Erich Wehrenfennig (1872–1968), prezident Německé evangelické církve v Čechách, na Moravě a ve Slezsku

## Galerie

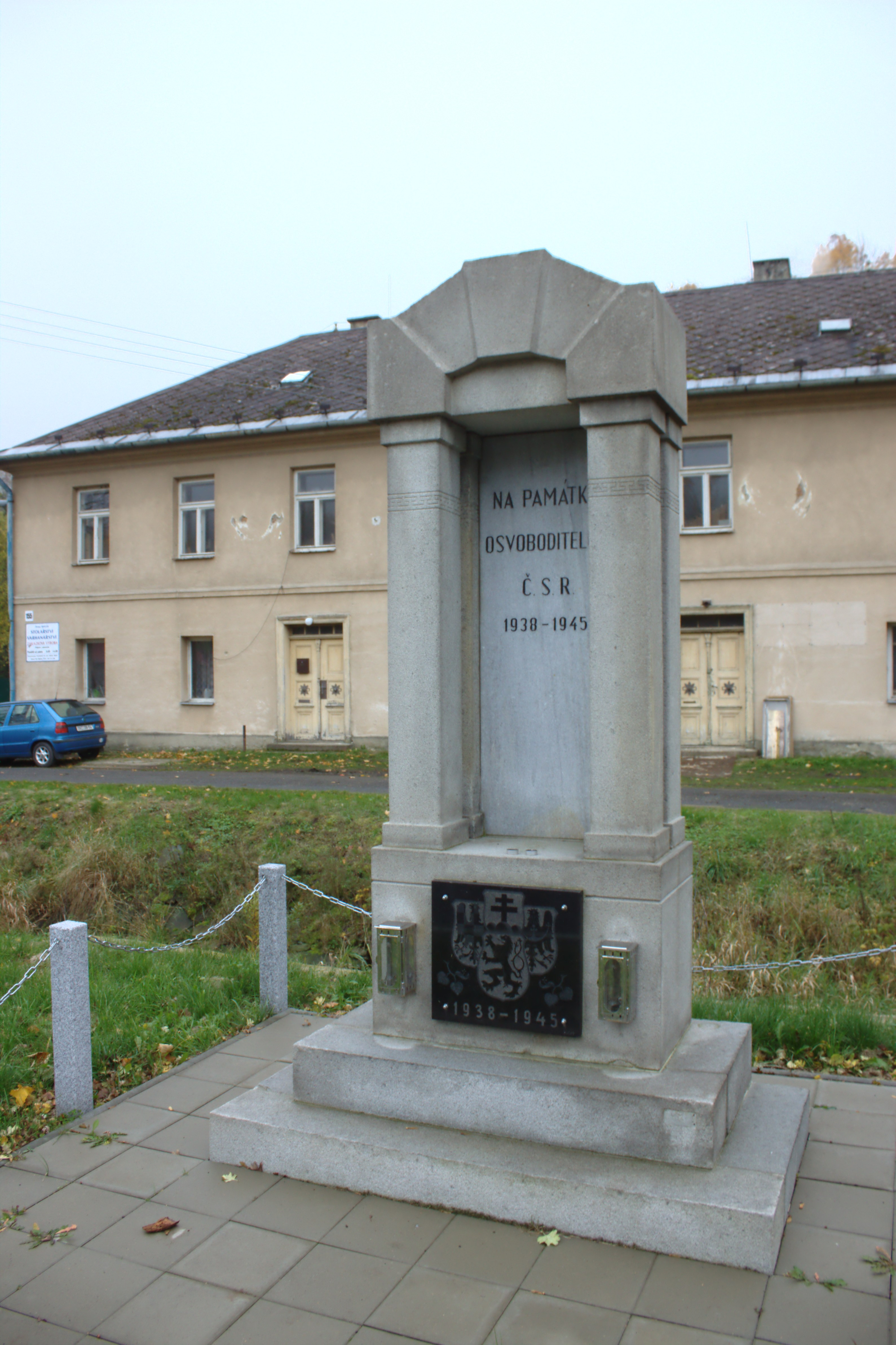
Pomník
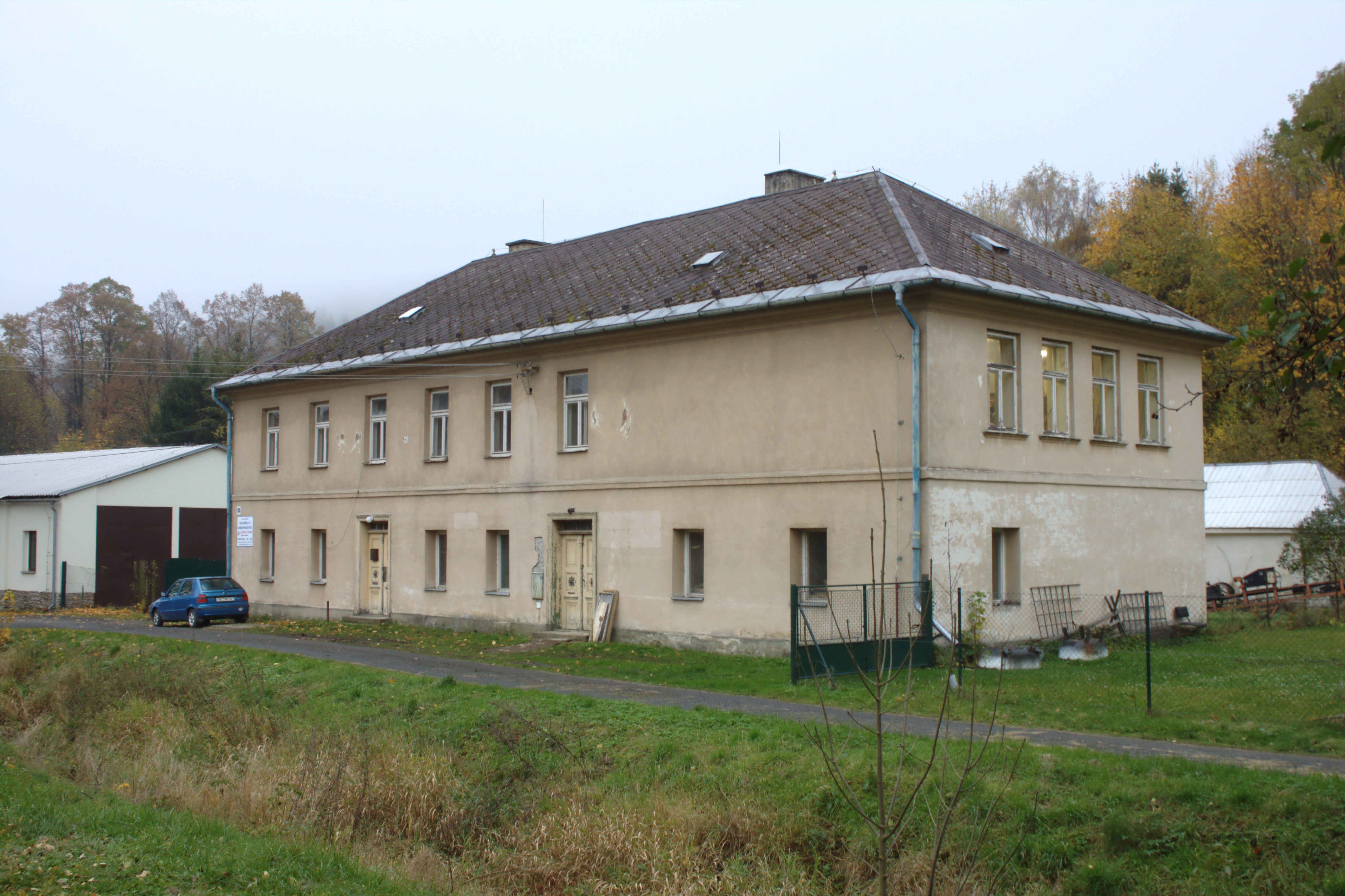
Dům
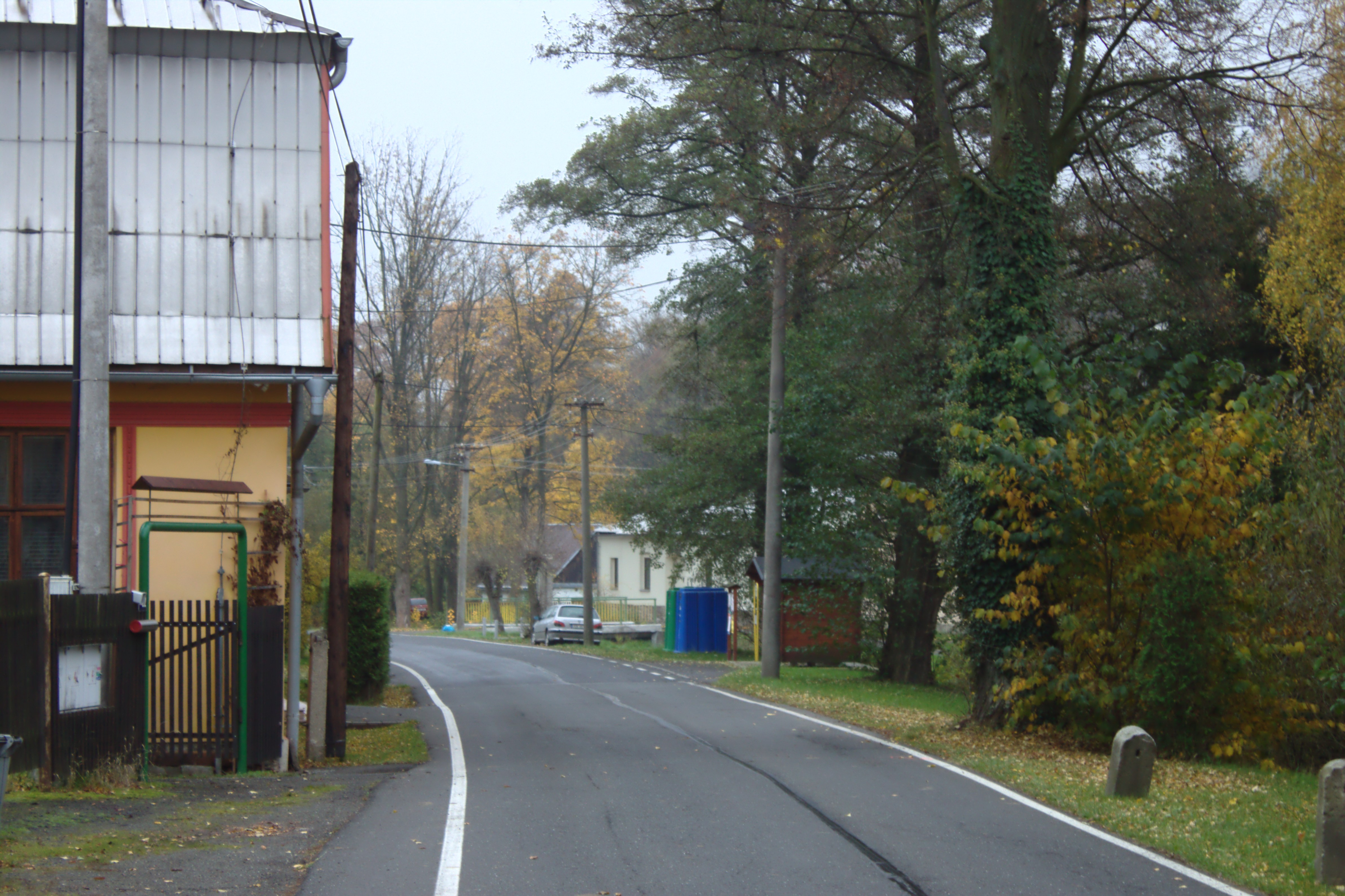
Silnice